# Anna Prelević
Anna Prelević (serbisch-kyrillisch Ана Прелевић, griechisch Άννα Πρέλεβιτς, * 28. April 1990 in Belgrad, Serbien) ist ein griechisches Model, Influencerin, Moderatorin und ehemalige Miss Griechenland.

## Leben
Anna Prelević wurde als Tochter des damaligen Basketballspielers von PAOK Thessaloniki Branislav Prelević und Nevena Prelević-Marjanović, Tochter des jugoslawischen Sängers Đorđe Marjanović, geboren. Sie wuchs in Thessaloniki auf. 1996, als ihr Vater zu Virtus Bologna nach Italien wechselte, zogen sie zusammen nach Bologna. Nach einem Jahr wechselte Branislav Prelević zu AEK Athen. Somit zogen sie 1997 nach Athen, wo sie die nächsten neun Jahre ihres Lebens verbrachte.
Im Alter von 15 Jahren zog Anna Prelević für zwei Jahre wieder nach Thessaloniki. Sie ging 2007 nach London, um an der Goldsmiths, University of London Media & Communications zu studieren, das Studium schloss sie als Bachelor of Science ab. Anschließend kehrte sie nach Griechenland zurück und nahm an der Miss Griechenland Wahl 2010 teil, die sie gewann und damit Griechenland bei der Miss Universe in Las Vegas vertrat.
Anna Prelević spricht fünf Sprachen: Griechisch, Serbisch, Englisch, Italienisch und Russisch.
Auf Instagram hat sie (Stand April 2021) 77.700 Follower.
Anna Prelević steht bei der Münchner Modelagentur Munich Models unter Vertrag. Sie moderierte für den Fernsehsender ERT 3 2012 und 2018 die Wochensendung Exypni Zoi (Έξυπνη Ζωή, englisch Smart Life). Beim 9-tägigen MAD North Stage Musik-Festival 2013 war sie eine von zwei Moderatorinnen. Für die Reportage-Sendung Ela Chamogela (Έλα χαμογέλα) des Fernsehsenders Open TV führte sie Interviews. Als Gast oder Kandidatin hat Prelević regelmäßig Auftritte bei verschiedenen Unterhaltungssendungen.
Gemeinsam mit ihrer Schwester Tea Prevelic gründete sie im Juli 2020 die Lifestyle Marke The Prelevic (Eigenschreibweise THE PRLVC).